# Maya Fridman
Maya Fridman (Moskou, 7 november 1989) is een Russische celliste, zangeres en componiste. Ze woont en werkt in Nederland. 

## Opleiding
Maya Fridman studeerde in Moskou aan de Moscow State College of Music en daarna aan het Conservatorium van Amsterdam bij Dmitry Ferschtman, waar ze cum laude afstudeerde.

## Loopbaan
Fridman werkte samen met verschillende muzikanten en gezelschappen, waaronder Maarten van Veen, Merel Vercammen, Faun, Farid Sheek, Asko❘Schönberg en het Noord Nederlands Toneel.
Ze stond op diverse grote podia en festivals, waaronder het Koninklijk Concertgebouw, Muziekgebouw aan 't IJ, TivoliVredenburg, Concertgebouw De Vereeniging, Into The Great Wide Open en het Grachtenfestival. Maya Fridman was artist in residence bij TivoliVredenburg en bij November Music. Sinds 2020 vormt Maya Fridman Dareyn met onder andere Emine Bostanci (kemenche). Dareyn trad onder andere op tijdens het Grachtenfestival, Music Meeting, November Music en het Festival Europäische Kirchenmusik. 
Sinds de Russische invasie van Oekraïne in 2022 organiseerde Maya Fridman benefietconcerten voor Oekraïne. Zo was ze in maart 2022, samen met de Oekraïense pianiste Anna Fedorova, een van de initiatiefnemers voor het Concert for Peace in het Concertgebouw. In de documentaire United We Stand volgde regisseur David van Tijn Fridman tijdens haar inspanningen om geld in te zamelen voor Oekraïne.
Fridman is Artist & Repertoire Manager bij platenlabel TRPTK. 

## Erkenning en waardering
Maya Fridman won diverse prijzen in haar loopbaan. Zo won ze in 2019 de Dutch Classical Talent Award. In 2018 werd ze genomineerd voor de Grachtenfestivalprijs.
Haar albums en optredens werden positief besproken in verschillende media, waaronder de Volkskrant, Het Parool, en Luister. De Volkskrant nam haar album Canto d’inizio e fine op in de lijst van beste albums van 2019. De Volkskrant schreef dat Fridman "een bijzonder communicatieve manier van spelen" heeft: "melancholiek, en soms zielkervend". Luister gaf Fridmans album Red Velvet een 10: "Ze speelt altijd alsof haar leven ervan afhangt en spreidt een enorme doorleefdheid ten toon."

## Discografie
| Artiest                                            | Titel                           | Jaartal |
| -------------------------------------------------- | ------------------------------- | ------- |
| Maya Fridman & Daniël Kool                         | The Invisible Link              | 2015    |
| Aeon Trio                                          | Elegy                           | 2017    |
| Maya Fridman                                       | Red Velvet                      | 2017    |
| Maya Fridman & Artem Belogurov                     | The Fiery Angel                 | 2018    |
| Arezoo Rezvani, Farid Sheek & Maya Fridman         | The scent of Persia             | 2018    |
| Maya Fridman                                       | Shalygin: Canti d'Inizio e Fine | 2019    |
| Maya Fridman                                       | REIÐ                            | 2019    |
| Merel Vercammen & Maya Fridman                     | Silent City                     | 2020    |
| Helena Basilova, Konstantyn Napolov & Maya Fridman | Obscure Atlas                   | 2021    |
| Maya Fridman & Marion von Tilzer                   | Ten Songs of Change             | 2021    |
| Maya Fridman & Noord Nederlands Orkest             | De Graaff: The Forest in April  | 2021    |
| Maya Fridman & Maarten van Veen                    | Nuït                            | 2022    |
| Maya Fridman                                       | The Power of Indifference       | 2023    |
| Dareyn                                             | Ghost Secrets                   | 2024    |
| Maya Fridman                                       | Ordo Ritualis                   | 2025    |